# بوجیوو

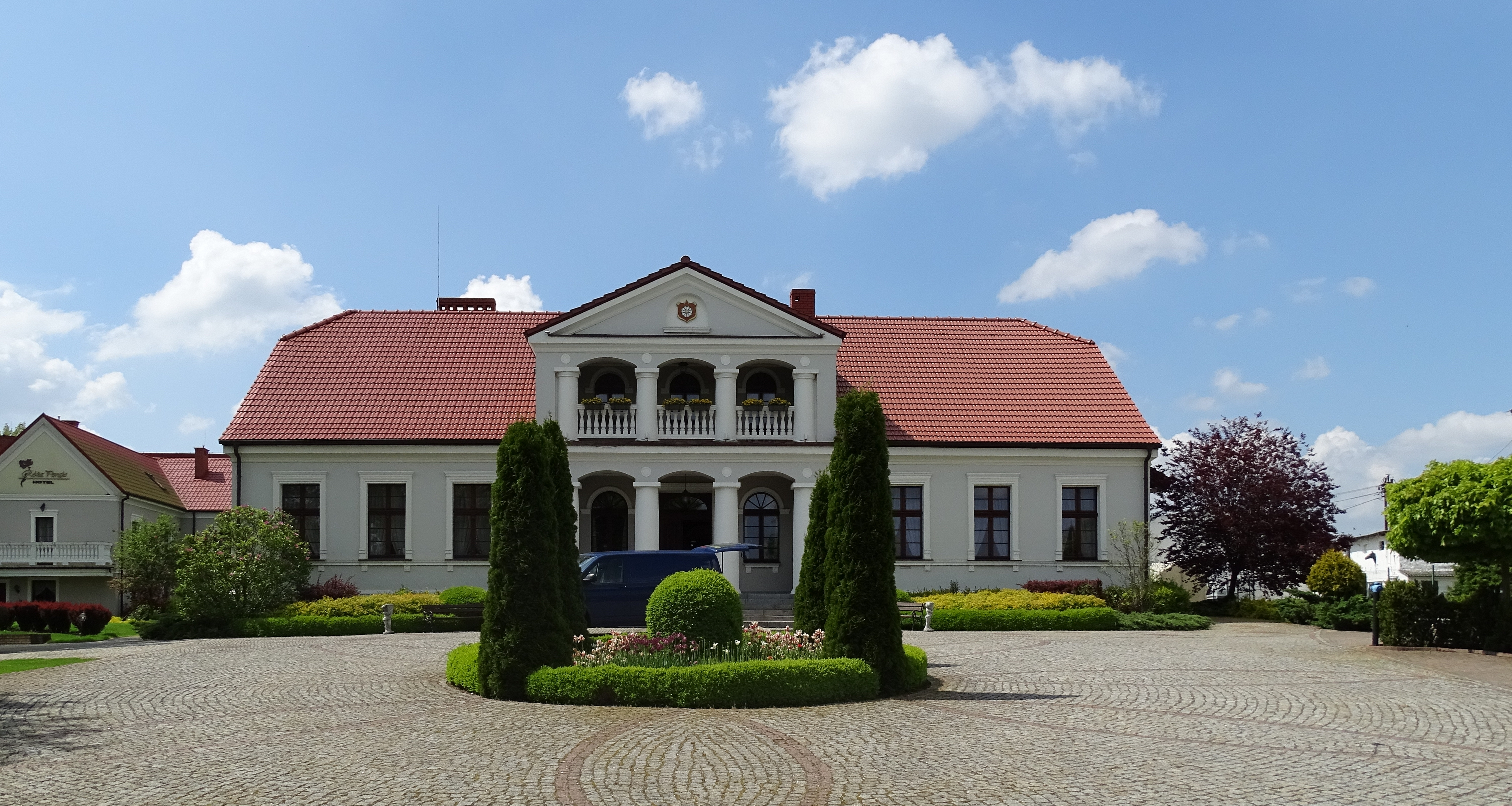
خانه اعیانی «روژا پورایا» در روستای بوجیوو (ساخته شده در سال ۱۸۵۶)

بوجیوو (به لهستانی:  Budziejewo) یک روستا در لهستان است که در گمینا میشچیسکو واقع شده‌است.